# M1.3 (Joegoslavië)
De M1.3 of Magistralni Put 1.3 was een hoofdweg in de voormalige Socialistische Federale Republiek Joegoslavië, die de Kroatische hoofdstad Zagreb met de weg M3 richting het oosten van Kroatië verbond. De weg takte bij Sesvete van de M1 af en liep daarna via Vrbovec en Bjelovar naar de stad Đurđevac. 
Na het uiteenvallen van Joegoslavië kwam de weg in het nieuwe land Kroatië te liggen. De weg kreeg daardoor drie nieuwe wegnummers. Tussen Sesvete en Donja Zelina werd het de D3, tussen Donja Zelina en Bjelovar de D28 en tussen Bjelovar en Đurđevac de D43.
M1 · 
M1.1 · 
M1.2 · 
M1.3 · 
M1.4 · 
M1.5 · 
M1.6 · 
M1.7 · 
M1.8 · 
M1.9 · 
M1.10 · 
M1.11 · 
M1.12 · 
M1.13 · 
M1.14 · 
M2 · 
M2.1 · 
M2.2 · 
M2.3 · 
M2.4 · 
M3 · 
M3.1 · 
M3.2 · 
M3.3 · 
M4 · 
M4.1 · 
M4.2 · 
M4.3 · 
M5 · 
M6 · 
M6.1 · 
M7 · 
M7.1 · 
M8 · 
M9 · 
M9.1 · 
M10 · 
M10.1 · 
M10.2 · 
M10.3 · 
M10.4 · 
M10.5 · 
M10.6 · 
M10.7 · 
M10.8 · 
M10.9 · 
M10.10 · 
M11 · 
M11.1 · 
M11.2 · 
M12 · 
M12.1 · 
M12.2 · 
M12.3 · 
M13 · 
M14 · 
M14.1 · 
M14.2 · 
M15 · 
M16 · 
M16.1 · 
M16.2 · 
M16.3 · 
M16.4 · 
M17 · 
M17.1 · 
M17.2 · 
M17.3 · 
M18 · 
M18.1 · 
M19 · 
M19.1 · 
M19.2 · 
M19.3 · 
M20 · 
M21 · 
M21.1 · 
M22 · 
M22.1 · 
M22.2 · 
M22.3 · 
M23 · 
M23.1 · 
M24 · 
M24.1 · 
M25 · 
M25.1 · 
M25.2 · 
M25.3 · 
M26 · 
M26.1 · 
M27 · 
M28 · 
M29